# Osama
Osama è un film drammatico del 2003 scritto e diretto da Siddiq Barmak.
Presentato nella Quinzaine des Réalisateurs al 56º Festival di Cannes, Osama si tratta del primo film realizzato in Afghanistan dopo la caduta dei talebani, e vede il debutto del grande Siddiq Barmak in veste di regista e produttore di lungometraggi.
Il film narra delle difficoltà di vita delle donne nell'Afghanistan dell'era talebana, dal momento che esse non possono uscire di casa liberamente senza essere accompagnate da un uomo, non possono cercare un lavoro, devono indossare il burqa e non possono neanche manifestare per tentare di affermare i propri diritti.

## Trama
Nell'Afghanistan governato dai talebani, le donne sono costrette a indossare il burqa per coprirsi e non possono lavorare fuori casa; ciò causa grandi difficoltà a una famiglia di sole donne composta dalla piccola Maria, da sua madre e da sua nonna. Il padre della bambina morì nelle guerre tra i mujāhidīn a Kabul, e suo zio materno come martire della jihād contro l'invasione sovietica e le successive guerre civili.
La madre perde il lavoro in ospedale quando i talebani tagliano i fondi e non riesce a trovare un altro lavoro, perciò lei e la nonna decidono di seguire la pratica culturale del bacha posh e di travestire Maria da ragazzo in modo che possa lavorare. Maria accetta con riluttanza, nonostante abbia paura che i talebani la uccidano se scoprono il travestimento. Alla bambina vengono quindi tagliati i capelli, e lei ne pianta una ciocca in un vaso di fiori. Le uniche altre persone che conoscono lo stratagemma sono il lattaio — che dà a Maria un lavoro perché era amico di suo padre — e un ragazzo del posto di nome Espandi; è quest'ultimo a dare a Maria il nuovo nome di Osama.
Le cose si complicano quando un giorno un talebano segue Maria / Osama fino a casa sua dopo aver eseguito la preghiera in comune, e lei spaventata si nasconde in casa; mentre Osama lavora alla bottega lo stesso talebano la obbliga ad arruolarsi nella madrasa (scuola coranica che funge da centro di addestramento per il jihād) insieme a tanti altri bambini che prendono tutto come un gioco: qui viene insegnato loro come combattere ed eseguire il ghusl (abluzione rituale di purificazione), inclusa una per quando hanno una polluzione notturna o, una volta cresciuti, per quando avranno rapporti sessuali con le loro mogli.
Durante un bagno purificatore spiegato dal mullā, tutti cominciano a destare sospetti verso Osama che si lava in disparte. I ragazzi si accaniscono contro di lei sostenendo che Osama sia femmina, nonostante Espandi tenti di proteggerla. Per convincere tutti del contrario, Osama sale su un albero alto provando che sa arrampicarsi come un maschio, ma poi disgraziatamente ella non riesce a scendere e ciò attira l'attenzione dei talebani. Maria viene scoperta e lasciata legata a penzoloni in un pozzo per ore, e quando viene tirata fuori è macchiata dal sangue delle mestruazioni. Viene dunque processata: la crudele condanna a morte è la lapidazione, la stessa perpetrata ad un'altra donna che aveva avuto atteggiamenti "blasfemi". Prima di lei viene ucciso con una mitragliatrice un giornalista statunitense che filmava scene di proteste di donne afgane contro il regime talebano.
All'ultimo Maria — poiché indigente e indifesa — viene "graziata" e data in sposa in giovanissima età al vecchio mullā. A casa di quest'ultimo Maria fa conoscenza delle altre tre giovani mogli del mullā, ognuna delle quali le racconta la propria orribile storia e il fortissimo odio — ma anche la rassegnazione — che sentono verso il marito e i talebani; pur provando pietà verso Maria, le mogli non hanno il potere di aiutarla. Il nuovo pezzo della collezione viene rinchiuso dopo la nikah (contratto matrimoniale) e il vecchio mullā fa quello che tutti fanno alle spose bambine in Afghanistan: dopo aver abusato sessualmente di lei, il mullā esegue un'abluzione in un bagno all'aperto, che ai maschi era stato in precedenza detto di praticare dopo l'eiaculazione.

## Produzione

### Sviluppo
L'ispirazione per il film è arrivata al regista Siddiq Barmak da un articolo di cronaca che egli aveva letto anni prima mentre era in esilio, per volere dei talebani, in Pakistan. Il giornale raccontava la storia di una ragazza che si era dovuta vestire da ragazzo per poter andare a scuola, ma che alla fine era stata scoperta e punita dal regime. Da quel momento, Barmak ha continuato ad aggiungere elementi attinti anche da altre storie vissute dalle persone comuni in Afghanistan sotto il dominio dei talebani, arrivando così a comporre la sceneggiatura per il film.
La produzione del film è durata più di un anno, e per realizzarla, Siddiq Barmak ha investito tutti i propri risparmi. Tuttavia, questi non sono bastati, e perciò ad essi sono stati aggiunti ulteriori finanziamenti inviati da produttori di tutto il mondo, tra cui statunitensi, giapponesi e irlandesi, che si sono interessati subito al progetto.

A proposito del suo film, Barmak ha poi dichiarato, al Giffoni Film Festival:
"Ho voluto cambiare il titolo e il finale, che altrimenti sarebbero stati troppo ottimistici e idealisti. Infatti, nel primo finale le donne riuscivano a fuggire e a realizzare i loro sogni. Tuttavia, montando il film, mi sono reso conto che le donne afgane non hanno ancora ottenuto la libertà, e la bambina, che rappresenta la parte femminile della società afgana, vive ancora rinchiusa in casa come in una prigione. Dopo 23 anni di guerra, naturalmente, le cose non cambiano in una notte: c’è bisogno di almeno quattro, cinque o anche dieci anni perché le cose cambino davvero."

### Cast
Per il cast del film sono stati utilizzati come attori dei normali cittadini alle prime armi, per rendere le vicende più realistiche possibile. L'unica attrice professionista nel film è proprio la protagonista, Marina Golbahari, che il regista ha incontrato per caso mentre la bambina, nata poverissima, svolgeva l'elemosina per strada.
Inoltre, gran parte dei dialoghi presenti nel film sono stati improvvisati dagli stessi attori.

### Riprese
Il modello del film pare quello della "scuola iraniana", col suo intreccio programmatico di realtà e finzione. Invece il regista, che esordisce nel lungometraggio, ha deciso di prolungare i ritmi e di dedicarsi a narrare una vicenda esemplare, dal chiaro carattere metaforico.
Le riprese del film sono iniziate il 24 giugno del 2002, e si sono concluse il 9 febbraio 2003. Sono svolte nella periferia di Kabul, dopo il crollo del regime talebano.
Il budget del film ammonta a 46.000 dollari.

## Distribuzione
Il film è stato poi distribuito anche in Italia il 30 gennaio 2004, da Lucky Red.

### Edizione italiana
Il doppiaggio è stato effettuato presso la SEDIF, diretto da Roberta Paladini e con i dialoghi adattati da Mario Bardella.

## Accoglienza

### Incassi
Al botteghino italiano, il film ha incassato oltre 50mila euro. In totale, nel mondo il film ha guadagnato 3 milioni di dollari.
Fino al 2018, Osama è stato il film afghano con il maggiore incasso di sempre. Nel 2018 esso è stato superato da un altro film di Siddiq Barmak: The Postman.

### Critica
Il film è stato osannato dalla critica, e definito "uno dei migliori film in lingua araba di sempre", nonché "il miglior film afghano di sempre".
Sul sito web Rotten Tomatoes il film riceve l'eccezionale risultato del 96% delle recensioni professionali positive, con un voto medio di 7.8/10, basato su 103 recensioni, con un giudizio generale che recita: "Osama è amaramente onesto, profondamente inquietante e assolutamente degno di essere visto". Anche su Metacritic il film ottiene un punteggio di 83 su 100 basato su 35 critiche, indicando il "riconoscimento universale".

## Riconoscimenti[18]
- 2004 – Golden Globe[19]
  - Miglior film straniero a Siddiq Barmak
- 2003 – Festival di Cannes
  - Quinzaine des Réalisateurs
  - Menzione speciale per la Caméra d'or
  - Golden Camera
  - Premio AFCAE
  - Cannes Junior Award
- 2003 – Semana Internacional de Cine de Valladolid[20]
  - Espiga de oro per il miglior film (ex aequo con Oro rosso di Jafar Panahi)